# Boltenhagen
Boltenhagen est une commune de l'arrondissement du Mecklembourg-du-Nord-Ouest (Land du Mecklembourg-Poméranie-Occidentale), une station balnéaire sur la mer Baltique.

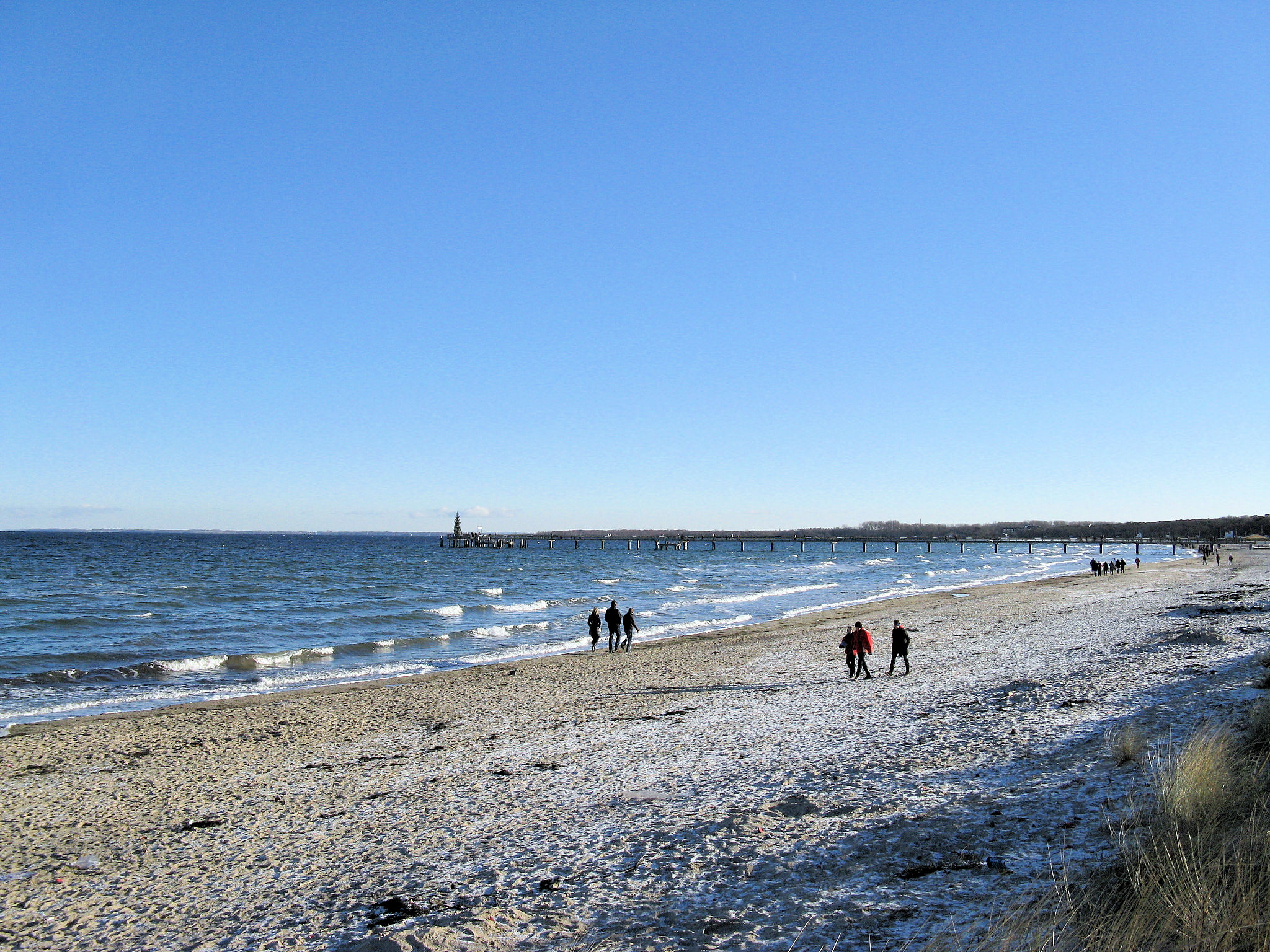
Plage de Boltenhagen avec la jetée

## Géographie
Elle se situe dans la baie du Mecklembourg et regroupe les quartiers de Redewisch, Tarnewitz et Wichmannsdorf.

## Histoire
La première mention écrite de Tarnewitz date de 1230. Les autres quartiers sont aussi cités à cette époque. Le nom de Boltenhagen apparaît en 1336.
En 1313, Henri II de Mecklembourg donne à Johann Rike une propriété entre Wichmannsdorf und Steinbeck que rachète Gerhard von Hagen. En 1336, elle est remise à l'abbaye de Reinfeld.
En 1803, le comte von Bothmer bei Redewisch fait venir une roulotte de bain pour la baignade. La station balnéaire se crée peu après. La promenade est construite en 1868. Mais une inondation dans la nuit du 12 à 13 novembre 1872 fait beaucoup de dégâts. En 1911, la jetée de 300 mètres est élevée. Le 5 juillet 1929, Boltenhagen reçoit le titre de station balnéaire.
De 1935 à 1939, un aérodrome est bâti à Tarnewitz. Durant la Seconde Guerre mondiale, il n'y a plus de tourisme. Après la guerre, les hôtels reçoivent les réfugiés.

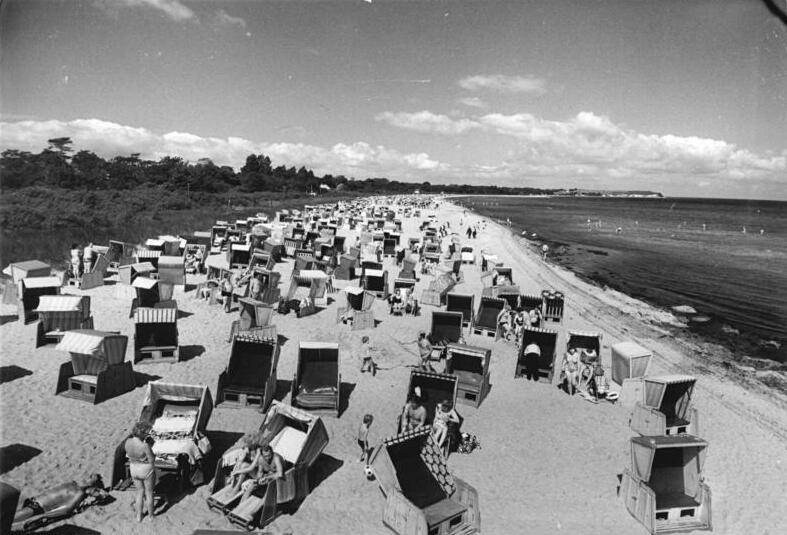
Tourisme à Boltenhagen durant la RDA

La commune se retrouve à la frontière maritime de la République démocratique allemande.
En 1947, s'ouvre la première maison de vacances du Freier Deutscher Gewerkschaftsbund. Après 1990, se tournant à la fois vers un tourisme populaire et de luxe, plusieurs milliers de lits dans les hôtels, les chambres d'hôtes et les maisons de vacances ainsi que de nombreux restaurants et cafés apparaissent. L'architecture balnéaire historique est restaurée. Depuis 1992, la nouvelle jetée s'étend de 290 mètres dans la mer Baltique.

## Source, notes et références
- (de) Cet article est partiellement ou en totalité issu de l’article de Wikipédia en allemand intitulé « Boltenhagen » (voir la liste des auteurs).